# Via Claudia Nova

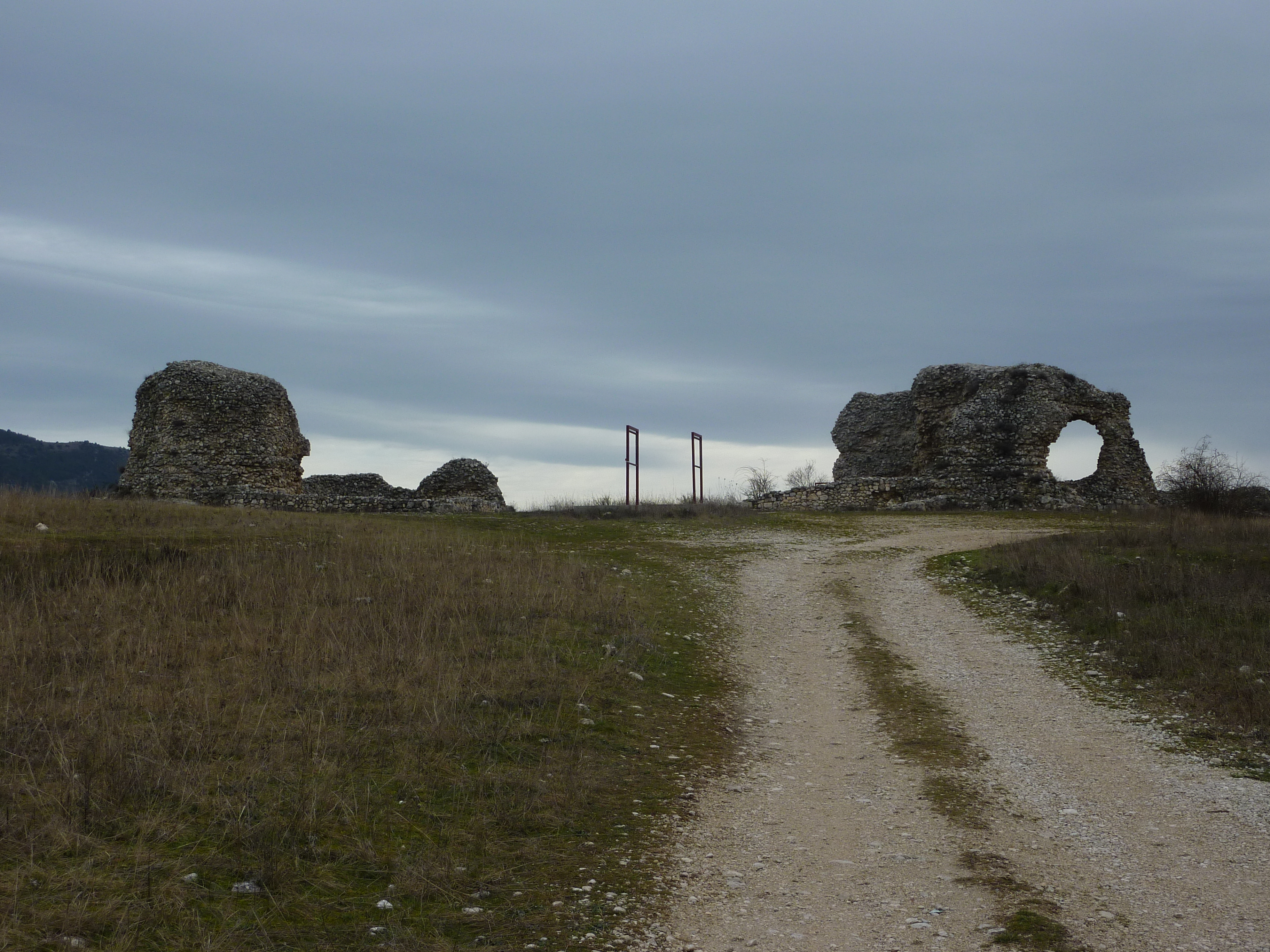
Peltuinum

La via Claudia Nova est une antique voie romaine, construite en 47 par l’empereur  Claude pour joindre la via Caecilia et la Via Tiburtina.

## Itinéraire
Les informations sur son parcours sont discordantes ; certaines sources la font partir de Amiternum, alors que d’autres la font partir de Civitatomassa, hameau de Scoppito construite sur des ruines du pagus romain de Foruli. Le point d’arrivée est la Via Tiburtina près de Popoli, à la confluence des fleuves Tirino et Aterno-Pescara.
Dans la traversée de la plaine de Navelli, son parcours se superpose à celui du tracé d'Aquila-Foggia, alors qu’après l’église Santa Maria dei Cintorelli près de Caporciano, suit le parcours Aquilla-Foggia jusqu’à Collepietro.
Parmi les centres traversés, Peltuinum, cité romaine dont les ruines sont encore visibles près de Prata d'Ansidonia, et Ocriticum, village romain et lieu de repos et de culte pour les pèlerins : ici, s’érigeait le temple dit Jovis Larene, signalé sur la Table de Peutinger.

## Sources
- (it) Cet article est partiellement ou en totalité issu de l’article de Wikipédia en italien intitulé « Via Claudia Nova » (voir la liste des auteurs) le 17 novembre 2012.